# Kumthalle

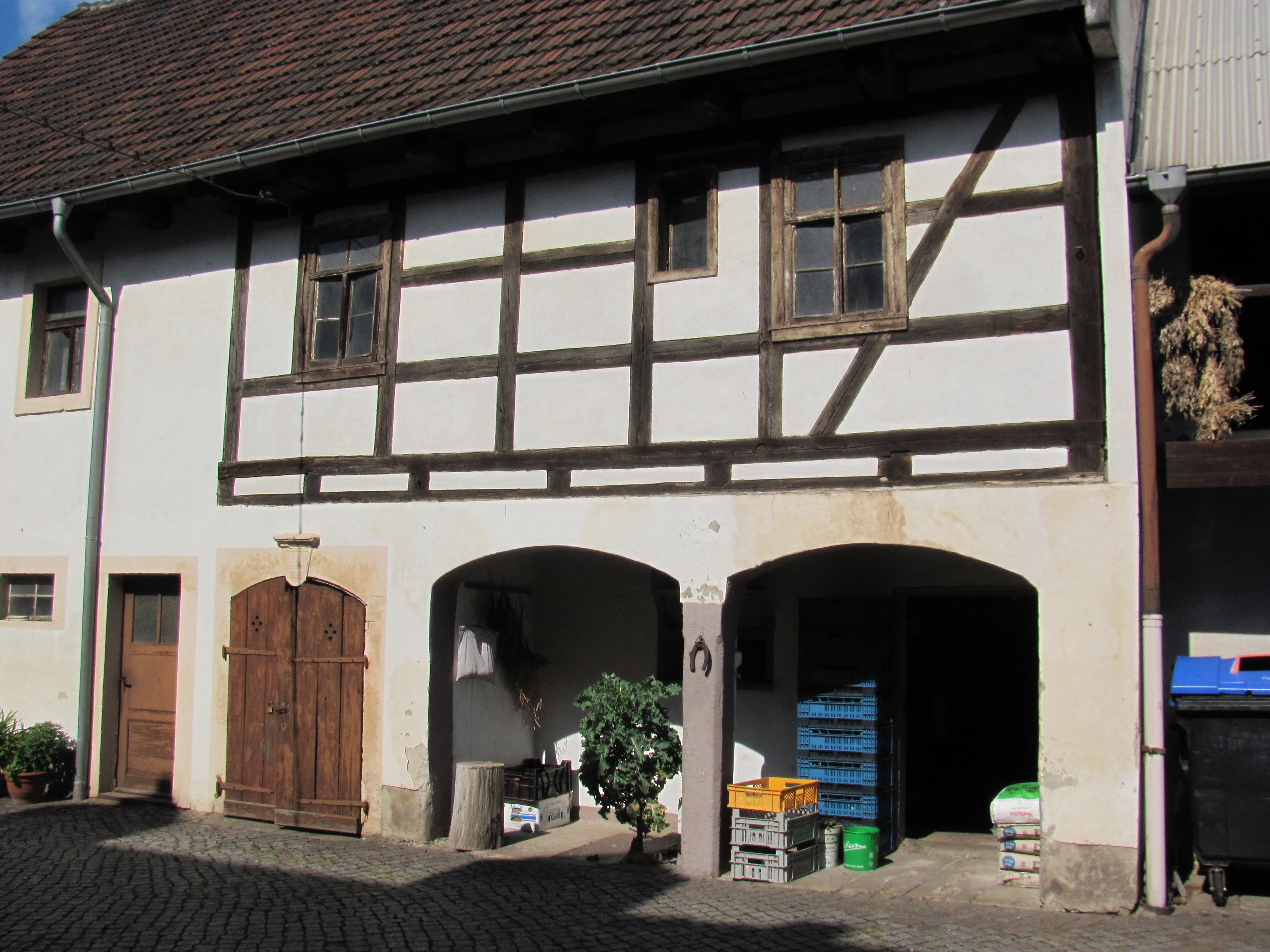
Hofnebengebäude mit Kumthalle im sächsischen Dreiseithof Altserkowitz 1

Eine Kumthalle (auch Kummethalle) ist ein Raum, in dem Geschirre aufbewahrt werden. Zur Aufbewahrung der wertvollen Geschirre wurde ein luftiger trockener Raum benötigt, da es im Stall meist zu feucht ist. Die Kumthalle befindet sich meistens in der Nähe des Stalls oder der Remise. Eine Kumthalle hat die gleiche Funktion wie eine Sattelkammer, nur dass anstelle von Sätteln Geschirre aufbewahrt werden.